# الفانت (ایندیانا)
الفانت، ایندیانا (به انگلیسی: Alfont, Indiana) یک منطقهٔ مسکونی در ایالات متحده آمریکا است که در ایندیانا واقع شده‌است.

## خصوصیات
الفانت ۲۵۹٫۰۸ متر بالاتر از سطح دریا واقع شده‌است.